# Grabów Rycki
Grabów Rycki – wieś w Polsce położona w województwie lubelskim, w powiecie ryckim, w gminie Nowodwór.
| SIMC    | Nazwa   | Rodzaj    |
| ------- | ------- | --------- |
| 0387921 | Dwórzec | część wsi |
| 0387938 | Dziatki | część wsi |
| 0387944 | Rycza   | część wsi |

W latach 1975–1998 miejscowość należała administracyjnie do ówczesnego województwa lubelskiego.
Wieś jest sołectwem w gminie Nowodwór. Według Narodowego Spisu Powszechnego z roku 2011 wieś liczyła 339 mieszkańców.
Wierni Kościoła rzymskokatolickiego należą do parafii św. Wojciecha w Nowodworze.